# 인천광역시 계양공원사업소
인천광역시 계양공원사업소(仁川廣域市 桂陽公園事業所)는 인천광역시 계양구, 서구, 강화군에 소재한 공원‧녹지의 효율적인 운영‧관리와 쾌적한 시설 조성을 위하여 인천광역시청 산하에 설치된 사업소이다.
사업소장은 지방서기관이나 지방기술서기관으로 보한다.

## 연혁
- 2013년 7월 29일: 인천광역시 북부공원사업소 설치
- 2016년 5월 19일: 인천광역시 계양공원사업소로 변경

## 조직
소장
- 사업지원팀
- 공원조성팀
- 공원관리팀
- 녹화지원팀